# Demetrio I Cantacuzeno
Demetrio I Cantacuzeno (in greco Δημήτριος Καντακουζηνός?; 1343 circa – 1384) era un governatore della Morea e nipote dell'imperatore Giovanni VI Cantacuzeno. Demetrio era figlio di Matteo Cantacuzeno, governatore della Morea, e di Irene Paleologa. Demetrio ricevette il titolo di sebastokrator dall'imperatore Giovanni V Paleologo nel dicembre 1357 e si recò nel Peloponneso con il padre e il nonno nel 1361.
Uno degli almeno due figli di Matteo Cantacuzeno, contese la successione al Despotato di Morea a Teodoro I Paleologo, figlio di Giovanni V, tra il 1380 e il 1384. L'unica informazione che abbiamo su questo evento è un riferimento criptico nell'orazione funebre dell'imperatore Manuele II Paleologo per il fratello Teodoro, che sottolinea l'insubordinazione del "figlio" di Matteo Cantacuzeno, che aveva usurpato il governo alla morte di Manuele Cantacuzeno nel 1380. L'opinione tradizionale è che questo figlio fosse Giovanni, non Demetrio; tuttavia, D.A. Zakythenos, storico del Despotato di Morea, era propenso a credere che il figlio fosse Demetrio. Secondo il bizantinista Donald Nicol, "questo problema difficilmente può essere risolto in modo soddisfacente sulla base delle prove documentali disponibili".

## Ascendenza
|                                             |                                            |                                            | Genitori                                    |  |  | Nonni |  |  | Bisnonni                              |  |  | Trisnonni |  |
|                                             |                                            |                                            |                                             |  |  |       |  |  | Michele Cantacuzeno, despota di Morea |  |  | …         |  |
|                                             |                                            |                                            |                                             |  |  |       |  |  | Michele Cantacuzeno, despota di Morea |  |  | …         |  |
|                                             |                                            | …                                          |                                             |  |  |       |  |  | Michele Cantacuzeno, despota di Morea |  |  |           |  |
| Giovanni VI Cantacuzeno, basileus dei Romei |                                            |                                            |                                             |  |  |       |  |  | Michele Cantacuzeno, despota di Morea |  |  |           |  |
|                                             |                                            | Teodora Paleologa Cantacuzena Angela       | …                                           |  |  |       |  |  |                                       |  |  |           |  |
|                                             |                                            | Teodora Paleologa Cantacuzena Angela       | …                                           |  |  |       |  |  |                                       |  |  |           |  |
|                                             |                                            | Teodora Paleologa Cantacuzena Angela       | …                                           |  |  |       |  |  |                                       |  |  |           |  |
| Matteo Cantacuzeno, despota di Morea        |                                            | Teodora Paleologa Cantacuzena Angela       |                                             |  |  |       |  |  |                                       |  |  |           |  |
|                                             |                                            | Andronico Asen                             | Ivan Asen III, zar di Bulgaria              |  |  |       |  |  |                                       |  |  |           |  |
|                                             |                                            | Andronico Asen                             | Ivan Asen III, zar di Bulgaria              |  |  |       |  |  |                                       |  |  |           |  |
|                                             |                                            | Andronico Asen                             | Irene Paleologina                           |  |  |       |  |  |                                       |  |  |           |  |
| Irene Asanina                               |                                            | Andronico Asen                             |                                             |  |  |       |  |  |                                       |  |  |           |  |
|                                             |                                            | N. Tarchanaiotissa                         | Michele Ducas Glabas Tarchaneiotes          |  |  |       |  |  |                                       |  |  |           |  |
|                                             |                                            | N. Tarchanaiotissa                         | Michele Ducas Glabas Tarchaneiotes          |  |  |       |  |  |                                       |  |  |           |  |
|                                             |                                            | N. Tarchanaiotissa                         | Maria Ducaina Comnena Palaiologina Branaina |  |  |       |  |  |                                       |  |  |           |  |
| Demetrio I Cantacuzeno, despota di Morea    |                                            | N. Tarchanaiotissa                         |                                             |  |  |       |  |  |                                       |  |  |           |  |
|                                             | Andronico II Paleologo, basileus dei Romei | Michele VIII Paleologo, basileus dei Romei |                                             |  |  |       |  |  |                                       |  |  |           |  |
|                                             | Andronico II Paleologo, basileus dei Romei | Michele VIII Paleologo, basileus dei Romei |                                             |  |  |       |  |  |                                       |  |  |           |  |
|                                             | Andronico II Paleologo, basileus dei Romei | Teodora Ducas Vatatzina                    |                                             |  |  |       |  |  |                                       |  |  |           |  |
| Demetrio Paleologo                          | Andronico II Paleologo, basileus dei Romei |                                            |                                             |  |  |       |  |  |                                       |  |  |           |  |
|                                             |                                            | Violante di Monferrato                     | Guglielmo VII,, marchese del Monferrato     |  |  |       |  |  |                                       |  |  |           |  |
|                                             |                                            | Violante di Monferrato                     | Guglielmo VII,, marchese del Monferrato     |  |  |       |  |  |                                       |  |  |           |  |
|                                             |                                            | Violante di Monferrato                     | Beatrice di Castiglia                       |  |  |       |  |  |                                       |  |  |           |  |
| Irene Paleologa                             |                                            | Violante di Monferrato                     |                                             |  |  |       |  |  |                                       |  |  |           |  |
|                                             |                                            | …                                          | …                                           |  |  |       |  |  |                                       |  |  |           |  |
|                                             |                                            | …                                          | …                                           |  |  |       |  |  |                                       |  |  |           |  |
|                                             |                                            | …                                          | …                                           |  |  |       |  |  |                                       |  |  |           |  |
| Teodora Comnena                             |                                            | …                                          |                                             |  |  |       |  |  |                                       |  |  |           |  |
|                                             |                                            | …                                          | …                                           |  |  |       |  |  |                                       |  |  |           |  |
|                                             |                                            | …                                          | …                                           |  |  |       |  |  |                                       |  |  |           |  |
|                                             |                                            | …                                          | …                                           |  |  |       |  |  |                                       |  |  |           |  |
|                                             |                                            | …                                          |                                             |  |  |       |  |  |                                       |  |  |           |  |